# 化け火

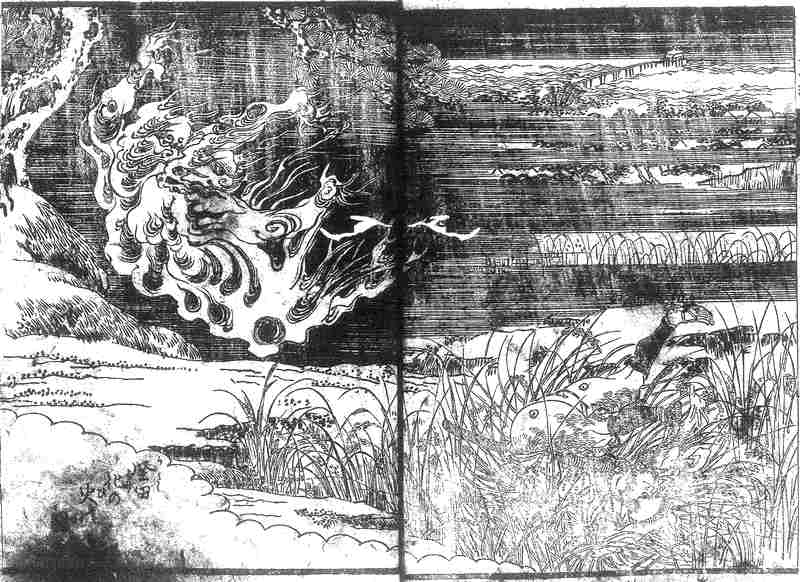
『周遊奇談』より「堅田化の火」。蹄斎北馬画。

化け火（ばけび）は、近江国堅田村（現 滋賀県大津市堅田）に伝わる火の妖怪である。文化時代の奇談集『周遊奇談』には「化けの火」の名で記述がある。

## 外見
四季を問わず曇りか小雨の夜、湖の湖岸から出現し、地上から高さ4,5尺（約1.2–1.5メートル）の空中を漂う。最初は小さな火だが、移動しつつ大きさを増し、山の手に辿り着くころには直径3尺（約0.9メートル）ほどとなっている。
この火の玉が人の顔が浮かび上がり、2人の人間の上半身が相撲をとっているような形になることもあるという。

## 相撲に関する伝承
かつてある男が、この化け火の正体を暴こうと考えた。田の畦で彼が待ち構えていると、果たして化け火が現れた。田舎相撲の実力者である彼は、大声を張り上げながら化け火に立ち向かって行ったが、逆に5,6間（約9–11メートル）も先へ投げ飛ばされてしまった。
投げられた先には稲穂が実っていたため、男は傷を負わずに済んだ。だが彼を始め、化け火に立ち向かった者は皆、同様に投げ飛ばされてしまうため、遂には村人たちは誰も化け火に関らないようになったという。